# Pseudochelonarium
Pseudochelonarium is een geslacht van de familie chelonariidae uit de orde van de Coleoptera (Kevers).

## Soorten
Deze lijst is mogelijk niet compleet.
- P. adspersum
- P. conspersum
- P. hirsutum
- P. irroratum
- P. kalimantanense
- P. maculosum
- P. orientale
- P. sinuaticolle
- P. stylops
- P. subovatum